# Rinoa Heartilly
Rinoa Heartilly (リノア・ハーティリー, Rinoa Hātirī) è uno dei personaggi protagonisti del videogioco Final Fantasy VIII. 
Figlia del Colonnello Caraway e di Julia Heartilly (pianista di cui Laguna era follemente innamorato), Rinoa è un membro dei Gufi del Bosco, organizzazione sita a Timber avente come obiettivo la liberazione della città dalle forze Galbadiane. Rinoa si unisce al gruppo durante il negoziato con il presidente Vinzer Deling. La sua arma è un boomerang tagliente.

## Scheda
- Nome: Rinoa Heartilly
- Altezza: 1,63 metri
- Età: 17 anni
- Data di nascita: 3 marzo
- Gruppo sanguigno: A
- Arma: Blaster Edge (una sorta di balestra)
- Tecnica speciale: Combinazione o Ali di fata (a partire dal CD3)
- Segno zodiacale: pesci

## Storia
Rinoa è l'unico membro del gruppo a non aver passato l'infanzia nell'orfanotrofio della "madre". In alcuni tratti del gioco, (come ad esempio nel Campetto di Basket-Garden di Trabia) ciò la farà sentire non poco a disagio. In questo episodio della serie Final Fantasy, Rinoa è una dei protagonisti, in quanto molti avvenimenti della trama sono legati a lei, come il cambiamento radicale di Squall che col passare del tempo se ne innamorerà. Tratti di trama sono incentrati su di lei: ad esempio, cerca di annientare Edea (posseduta da Artemisia) da sola, viene posseduta da Artemisia per liberare Adele, viene rinchiusa nel palazzo della strega in quanto diventata strega anch'ella. Rinoa è una ragazza allegra, estroversa, l'opposto di Squall. Alla fine del gioco è per merito suo se Squall ritrova la via verso la loro epoca.

## Tecniche speciali

### Combinazione

#### Angelo
Rinoa chiama il suo fidato cane Angelo e quest'ultimo esegue un'azione a caso tra quelle apprese.  Le azioni possono essere offensive, difensive o curative, ma anche di altro genere.
Tecniche offensive:
- Angelo alla carica: Angelo colpisce un nemico che ha colpito Rinoa (Auto-comando).
- Angelo cannone: Rinoa spara Angelo con la sua arma colpendo tutti i nemici
- Furore di Angelo: Angelo danneggia un nemico facendolo roteare in aria, sbattendolo poi a terra;
- Cometa Siderale: la tecnica definitiva, Rinoa e Angelo attaccano insieme, colpendo più volte tutti i nemici;

Tecniche difensive o speciali:
- Angelo in soccorso: fa recuperare Hp ad un personaggio (Auto-comando)
- Angelo Aiutatutti: riattiva l'assetto di guerra di un personaggio andato K.O. (Auto-comando)
- Angelo Trovatutto: Angelo trova un oggetto casuale, potendo trovare anche le riviste "L'Occulto" (Auto-comando)
- Luna Invisibile: rende la squadra invincibile per alcuni turni.

#### Ali di Fata
Una volta divenuta strega (terzo CD), Rinoa riceve questa tecnica speciale che consiste nel cadere in una sorta di trance e lanciare magie a caso molto più potenti del normale. Le magie utilizzate da Rinoa, in seguito all'utilizzo di Ali di Fata, pur non consumandole, rimangono le stesse del suo inventario: infatti se non possiede magie, Rinoa si limiterà a usare in continuazione "Attacco".

## Altre apparizioni
Rinoa compare come personaggio giocabile nel videogioco Dragon Quest & Final Fantasy in Itadaki Street Special ed è disponibile come personaggio DLC in Dissidia Final Fantasy NT.

## Accoglienza
Retrospettivamente, la rivista Famitsū ha classificato Rinoa come la terza eroina più famosa dei videogiochi degli anni '90.